# Ер'я (словник)
Ер'я (кит. трад. 爾雅, спр. 尔雅, піньїнь Ěryǎ, буквально: «Наближення до класики») — найдавніший тлумачний словник китайських ієрогліфів, який дійшов до наших днів. Вважається колективною працею вчених стародавнього Китаю, був створений в III—II столітті до н.е.
Зважаючи на ієрогліфічний характер письма, слова в «Ер'я» розташовані за 19 тематичними розділами (篇), кожен з яких складається з рубрик і підрозділів.

## Назва
Китайські вчені інтерпретують перший символ ěr (爾 (трад.) або 尔 (спр.); "ти, твій; прислівниковий суфікс") як фонетичний символ позики для гомофонного ěr (邇; "поруч; близько; наближення"), у той час як другий символ yǎ (雅; " належний; правильний; вишуканий; елегантний ") відноситься до слів або мови. На думку В. Саут Кобліна: "Інтерпретація назви як щось на зразок “наближення до того, що є правильним, вишуканим", зараз широко прийнята" (1993: 94). Заголовок “Ер’я” також перекладають як  "Літературний експозитор" або "Готовий випрямляч" (обидва - Легге), "Семантичний наближувач" (Нідхем) і «Наближення елегантності» (Мейр). 

## Історія
Автор книги невідомий. Хоча вона традиційно приписується герцогу Чжоу (周文公 旦), Конфуцію або його учням. Історики припускають, що хтось складав і редагував різноманітні тлумачення і коментарі за часів ранньої Цінь, наприклад, Ши цзін. Джозеф Нідхем та ін. (1986: 191) Створення “Ер’я” приписують періоду кінця IV і початку II століть до н.е. 
Перші спроби датування окремих частин “Ер’я” почалися, коли вчений Лу Демін (556-627) припустив, що герцог Чжоу склав лише один розділ про Тлумачення давніх слів (розділ 1), а решта тексту була написана пізніше. Японський історик і синолог Найто Тораджиро проаналізував текст “Ер’я” і дійшов висновку, що він виник у ранній період Воюючих Держав, причому Академія Дзися брала безпосередню участь у створенні нових глав. 325 р. до н. е.,  під час правління династії Цінь і Західної Хань, розділи словника було розширено і стабілізовано. Найто присвоює написання розділу про “Тлумачення давніх слів” першим поколінням Конфуціанської школи (450-400 рр. до н. е.). За твердженнями вченого, розділи про сімейні стосунки, астрономію та метеорологію було написано у часи Сюнь Цзін 荀卿 (300-230 рр. до н. е.), розподіляє географічні розділи (9-12) до пізньо Воюючих Держав, таких як Цінь і рання Хань (300-200 р. до н. е.), датує розділи природознавства між 300 р. і 160 р. до н. е. Тораджиро приписує створення останнього розділу про домашніх тварин (19) періоду панування імператора Вень або імператора Цзінь доби Хань (180-140 р. до н. е.).
“Ер’я” вважався авторитетним лексикографічним довідником китайських класичних текстів за часів династії Хань, який Конфуціанці династії Сун офіційно віднесли до числа “Тринадцятикнижжя”, "зробивши його однією з найшанованіших праць в історії китайської літератури, не кажучи вже про лексикографію» (Крімер Т. 1992: 112).
Більшість згадок про “Ер’я” було створено за часів правління династії Тан (618-907), але майже всі вони зникли ще до початку панування династії Сун (960-1279). Науковець династії Північної Сун, Сін Бін (邢 昺) у свій час написав Ер'я-шу (爾雅 疏, "коментар до Ер’я"), де цитується багато описів як із звичайної літератури, так і з лікарських текстів бенцао (本草, фармакопея, ботаніка ).
В історії китайської лексикографії майже всі словники були зібрані за допомогою графічних систем символів-радикалів, вперше запроваджених у Шошень цзєцзи. Однак, існує кілька винятків, які отримали назву Я-шу (yashu) 雅書. На відміну від інших словників, Я-шу порівнюють за семантичними категоріями, такими як Небо та Земля. Вчений династії Мін, Ланг Куджин (郎 奎 金) класифікував і опублікував (Wuya) (五 雅 "П'ять яс"), “Сяо Ер’я” ("Малий Ер’я"), І-я ("Загублений Ер’я"), Гуан-Я ("Розширений Ер’я") і Пі-Я ("Розширений Ер’я"). Найвідомішими словниками на кшталт Ер’я  є Тонг’Я (通 雅, Аналог Ер’я) (1579 р.), складений Фанг Ічжі (方以智), Піянья (駢 雅, Книга двоскладових слів),  Біє-Я (別 雅, Інший Ер’я) Ву Юцзіня (吴玉 搢) та ін. 

## Зміст
Словник “Ер’я” складається з 19 розділів. Розділи 4, 8, 9, 10, 12, 18 і 19 – тематичні. Наприклад, 4-й розділ присвячений сім'ї та шлюбу і пояснює відповідну термінологію. Перші три висвітлюють абстрактні поняття, інші 16 – конкретні слова і терміни. Останні сім розділів – опис рослин, комах, рептилій, птахів, диких і домашніх тварин.
| Розділ | Китайська | Піньїнь   | Переклад                       | Об’єкт тлумачення                                                     |
| ------ | --------- | --------- | ------------------------------ | --------------------------------------------------------------------- |
| 1      | 释诂      | Shì gǔ    | Тлумачення лексики             | роз'яснення значення ієрогліфів, що трапляються в древніх текстах     |
| 2      | 釋言      | Shì yán   | Тлумачення слів                | роз’яснення прикметників і дієслів, що зустрічаються в давніх текстах |
| 3      | 釋訓      | Shì xùn   | Тлумачення глос                | прикметники, прислівники, переважно із редуплікацією                  |
| 4      | 釋親      | Shì qīn   | Тлумачення спорідненостей      | шлюб, сімейні та родові зв’язки                                       |
| 5      | 釋宮      | Shì gōng  | Тлумачення нерухомостей        | архітектура, техніка                                                  |
| 6      | 釋器      | Shì qì    | Тлумачення побутових предметів | інструменти, зброя, одяг та способи їх використання                   |
| 7      | 釋樂      | Shì yuè   | Тлумачення музики              | музика, музичні інструменти, танці                                    |
| 8      | 釋天      | Shì tiān  | Тлумачення небесних явищ       | астрономія, астрологія, метеорологія,календар                         |
| 9      | 釋地      | Shì de    | Тлумачення про землю           | географія, геологія, деякі регіональні знання                         |
| 10     | 釋丘      | Shì qiū   | Тлумачення пагорбів            | топографія, терміни фен-шуй                                           |
| 11     | 釋山      | Shì shān  | Тлумачення гір                 | гори, знамениті гори                                                  |
| 12     | 釋水      | Shì shuǐ  | Тлумачення вод                 | річки, судноплавство, зрошення, човни                                 |
| 13     | 釋草      | Shì cǎo   | Тлумачення рослин              | трави, трави, зерно, овочі                                            |
| 14     | 釋木      | Shì mù    | Тлумачення дерев               | дерева, чагарники,ботанічні терміни                                   |
| 15     | 釋蟲      | Shì chóng | Тлумачення комах               | комахи, павуки, плазуни тощо.                                         |
| 16     | 釋魚      | Shì Yú    | Тлумачення риб                 | риби, земноводні, ракоподібні, плазуни тощо.                          |
| 17     | 釋鳥      | Shì niǎo  | Тлумачення птахів              | дикі птахи, орнітологія                                               |
| 18     | 釋獸      | Shì shòu  | Тлумачення диких тварин        | дикі тварини                                                          |
| 19     | 釋畜      | Shì chù   | Тлумачення свійських тварин    | худоба, домашні тварини, птиця, деякі зоологічні терміни              |

Формат визначень словника “Ер’я” варіюється між першим розділом, що стосується загальних термінів (розділи 1-3), і другим, що стосується спеціалізованих термінів (розділи 4-19). Записи для загальних термінів визначаються шляхом групування синонімів та пояснення їх з точки зору загальновживаного слова та додаткових пояснень, якщо одне зі слів мало кілька значень.
Наприклад, qiáo (喬), sōng (嵩) і chóng (崇) означають “високий” (高) gāo. Chóng (崇) також має значення “наповнювати" (充) (розділ 1). Записи для спеціалізованих термінів визначаються шляхом групування споріднених слів та надання їм опису, пояснення, класифікації або порівняння. Наприклад: "Жінка називає батька свого чоловіка jiù (舅), а маму свого чоловіка gū (姑). За життя їх називають jūnjiù (君 舅) і jūngū (君 姑). Після їх смерті їх називають xiānjiù (先舅) та xiāngū (先 姑). (Гл. 4, тр. Xue 1982: 151).
Завдяки своєму лаконічному лексикографічному стилю, “Ер’я” є однією з небагатьох  китайських класик, які не були повністю перекладені англійською мовою.